# IC 1860
IC 1860 — галактика типу E4 () у сузір'ї Піч.
Цей об'єкт міститься в оригінальній редакції індексного каталогу.